# JetBlue-vlucht 292

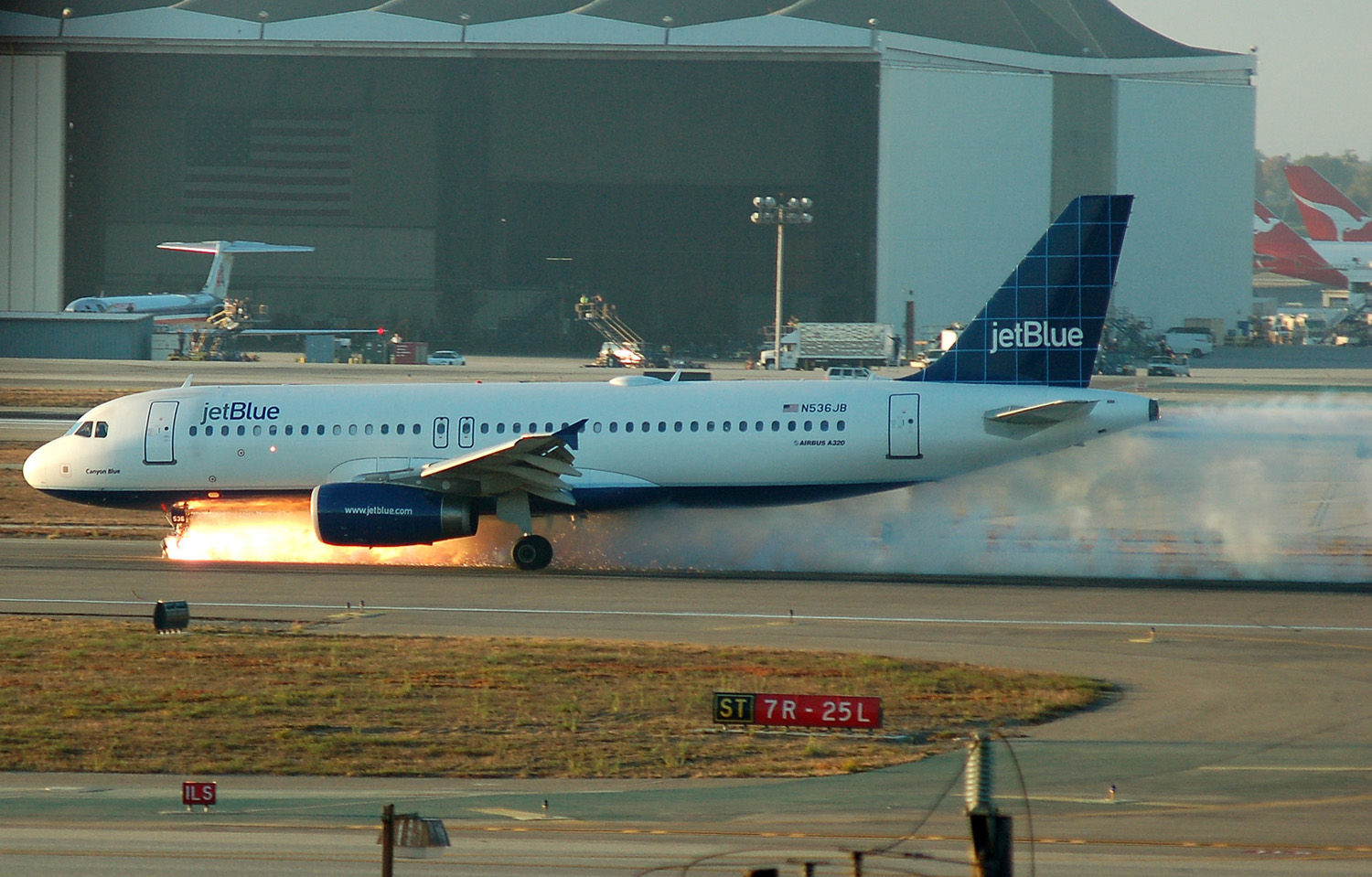
De noodlanding van JetBlue-vlucht 292

JetBlue-vlucht 292 vertrok op 21 september 2005 vanaf Bob Hope Airport te Burbank in de Amerikaanse staat Californië naar John F. Kennedy International Airport te New York. 
De Airbus A320 van JetBlue Airways, met 139 passagiers en 6 bemanningsleden aan boord, kreeg kort na het vertrek te maken met een probleem met het neuslandingsgestel, de twee wielen stonden 90 graden gedraaid ten opzichte van de vliegrichting. Daarna werd het vliegtuig omgeleid naar eerst Long Beach Airport, en daarna naar Los Angeles International Airport. 
Voordat het vliegtuig een noodlanding zou maken, werd er geprobeerd zo veel mogelijk van de brandstof aan boord te verbruiken door het vliegen van een wachtpatroon (Eng: holding pattern). Omdat de piloot tijdens de landing de neus van het vliegtuig zo lang mogelijk omhoog probeerde te houden, kon het vliegtuig genoeg vaart minderen om daarna slechts met vonken rond het neuslandingsgestel tot stilstand te komen.